# WrestleMania X-Seven
WrestleMania XVII (originalmente llamado WrestleMania 2001) (conocido también como WrestleMania X-Seven) fue el decimoséptimo evento de pago por visión anual de lucha libre profesional bajo la serie WrestleMania, producido por la empresa World Wrestling Federation. Se llevó a cabo el 1 de abril de 2001 en el Reliant Astrodome de Houston, Texas. 
El evento se convirtió en la cartelera que más ganancias ha generado en la historia de la WWE y el evento de pay-per-view más comprado de la lucha libre profesional, esto fue hasta ser superado por el PPV WrestleMania XXVIII, en 2012 y por WrestleMania 29 en 2013. Un total de 67,925 personas llenaron a capacidad el Reliant Astrodome (un nuevo récord en aquellos tiempos), generando un total de $3.5 millones.
WrestleMania XVII es reconocido por varios analistas como el evento que marcó el final de la "Attitude Era" de la WWF y el momento en el cual la lucha libre alcanzó su mayor nivel de popularidad en los años recientes. Algunos lo consideran el mejor Wrestlemania de todos los tiempos. La frase del evento fue "Houston... We Have A Problem" (Houston... Tenemos un Problema). El tema musical para WrestleMania X-Seven fue "My Way" por la banda norteamericana Limp Bizkit.

## Argumento
El evento principal del evento, era el combate por el Campeonato de la WWF, entre el campeón vigente The Rock y el retador N.º 1 al título Stone Cold Steve Austin y fue sin duda, el combate más esperado del evento, ya que se enfrentaban los 2 luchadores más queridos por los fanáticos en ese momento. La riña entre Rock y Austin comenzó en Royal Rumble, donde Austin no solo ganó la batalla de Royal Rumble de 30 luchadores, donde eliminó a Kane (en dicha lucha, The Rock también participó, ya que fue el ganador de esa lucha, en el Royal Rumble del año anterior); Sino que también, le costó a Triple H la posibilidad de convertirse en campeón de la WWF ante el campeón defensor Kurt Angle. Poco después en No Way Out, The Rock arrebató el título precisamente a Angle, con 2 "Rock Bottom", mientras que Austin perdió en un duelo de 2 de 3 caídas, precisamente ante Triple H. Pese a eso, Austin conservó su oportunidad por el título, aunque ya sabía que The Rock sería su rival en el evento. Poco después, Austin supo que su esposa Debra, sería la mánager de The Rock en los programas de RAW y SmackDown! previos al evento. Tanto así que Austin, aplicó 2 veces la "Stone Cold Stunner" a Rock en una misma semana y fue cuando los 2 estaban involucrados en serios combates ante Kurt Angle. Una semana después, The Rock se desquita de Austin al aplicarle una "Rock Bottom" y en el último RAW previo al evento, The Rock le robó a Austin la "Stone Cold Stunner", aplicándole esa llave cuando los 2 celebraban con latas de cervezas, pedidas expresamente por Austin.
Triple H entretanto, comenzó una rivalidad con The Undertaker al afirmar que ha vencido a todos los oponentes con los que se ha enfrentado. En ese momento Undertaker entraba en escena diciéndole a Triple H que si quería probar ser el mejor, debía enfrentarse con él. Así pues, comenzaron una rivalidad en la que The Undertaker expone su invicto en WrestleManias que para ese momento era de 8-0.
Otro suceso de importancia especial era que por ese entonces WCW que entraba en la quiebra, era comprada por WWF, firmándose la venta el 26 de marzo de 2001. Para ese entonces comenzaba una rivalidad entre Vince y su hijo Shane en la que se creó una Storyline en la que Vince tenía a Trish Stratus como su amante, pidiéndole el Divorcio a su esposa Linda en donde el Chairman de WWF comenzaba a regodearse de la compra de WCW y que pronto se firmaría su contrato. La sorpresa llegó cuando Shane le dice a su padre que él es ahora el dueño de la WCW y semanas antes, lo retaba a una lucha en WrestleMania. La lucha sería una Street Fight Match entre padre e hijo donde Mick Foley sería el árbitro especial invitado de la lucha.

## Resultados

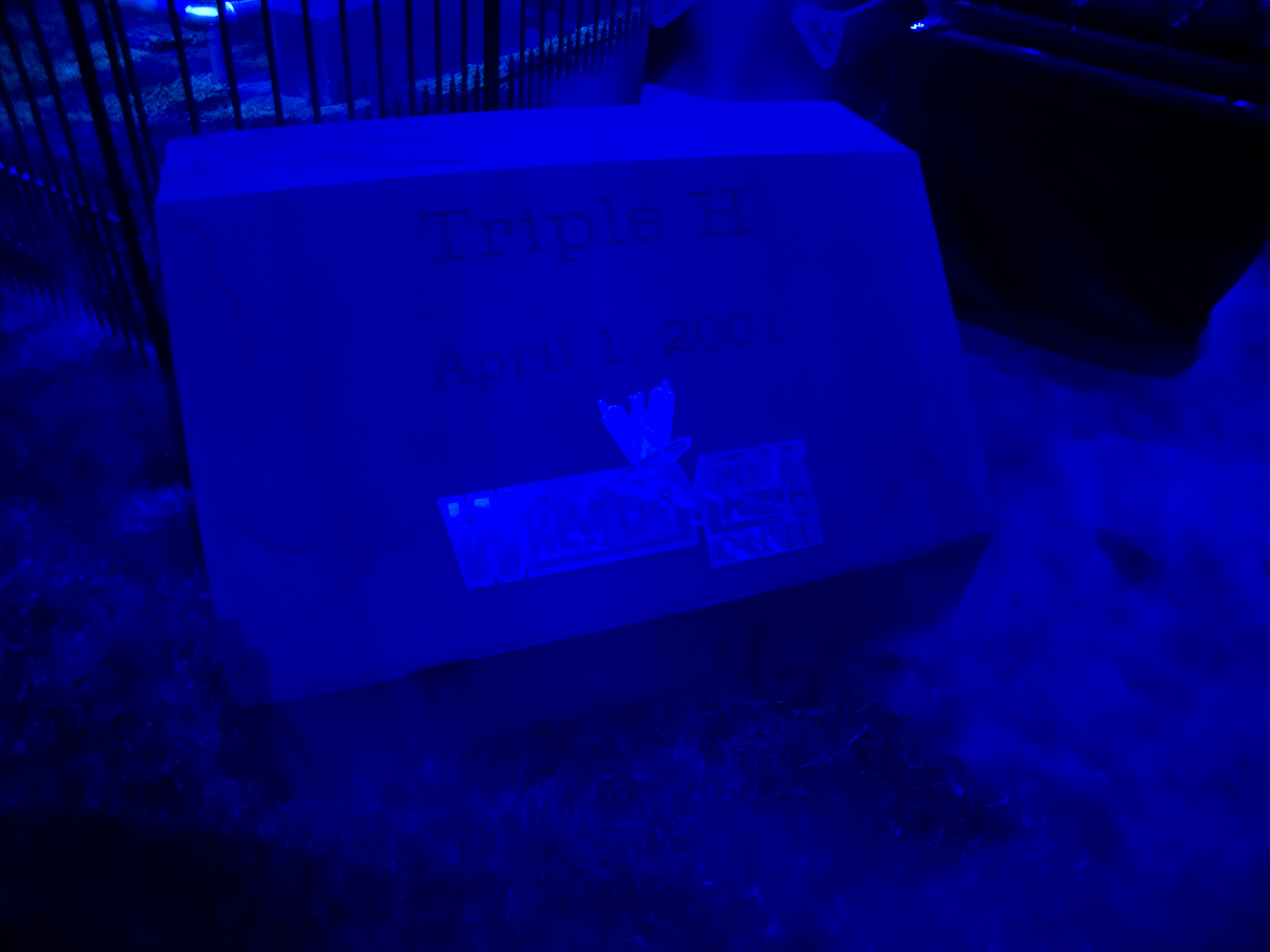
Tumba marcando la derrota de Triple H en WrestleMania X-Seven a manos de The Undertaker.

- Lucha en Heat: X-Factor (Justin Credible & X-Pac) derrotaron a Steve Blackman & Grand Master Sexay (2:46)
  - X-Pac cubrió a Blackman después de un "X Mark the Spot".
- Chris Jericho derrotó a William Regal reteniendo el Campeonato Intercontinental de la WWF (7:08)
  - Jericho cubrió a Regal después de un "Lionsault".
- Tazz & The APA (Bradshaw & Faarooq) (con Jacqueline) derrotaron a Right to Censor (The Godfather, Val Venis & Bull Buchanan) (con Steven Richards) (3:53)
  - Bradshaw cubrió Goodfather después de un "Clothesline From Hell".
  - Durante la lucha, Jacqueline interfirio a favor de Tazz & The APA
- Kane derrotó a Raven (c) y Big Show en un Hardcore match ganando el Campeonato Hardcore de la WWF (9:21)
  - Kane cubrió a Big Show después de un "Diving Leg Drop" desde el escenario.
- Eddie Guerrero (con Perry Saturn) derrotó a Test ganando el Campeonato Europeo de la WWF (8:30)
  - Guerrero cubrió a Test después de golpearlo con el campeonato.
  - Durante el combate, Perry Saturn atacó a Test con un "Moss-Covered Three-Handled Family Gredunza".
  - Durante el combate, Dean Malenko interfirió a favor de Guerrero.

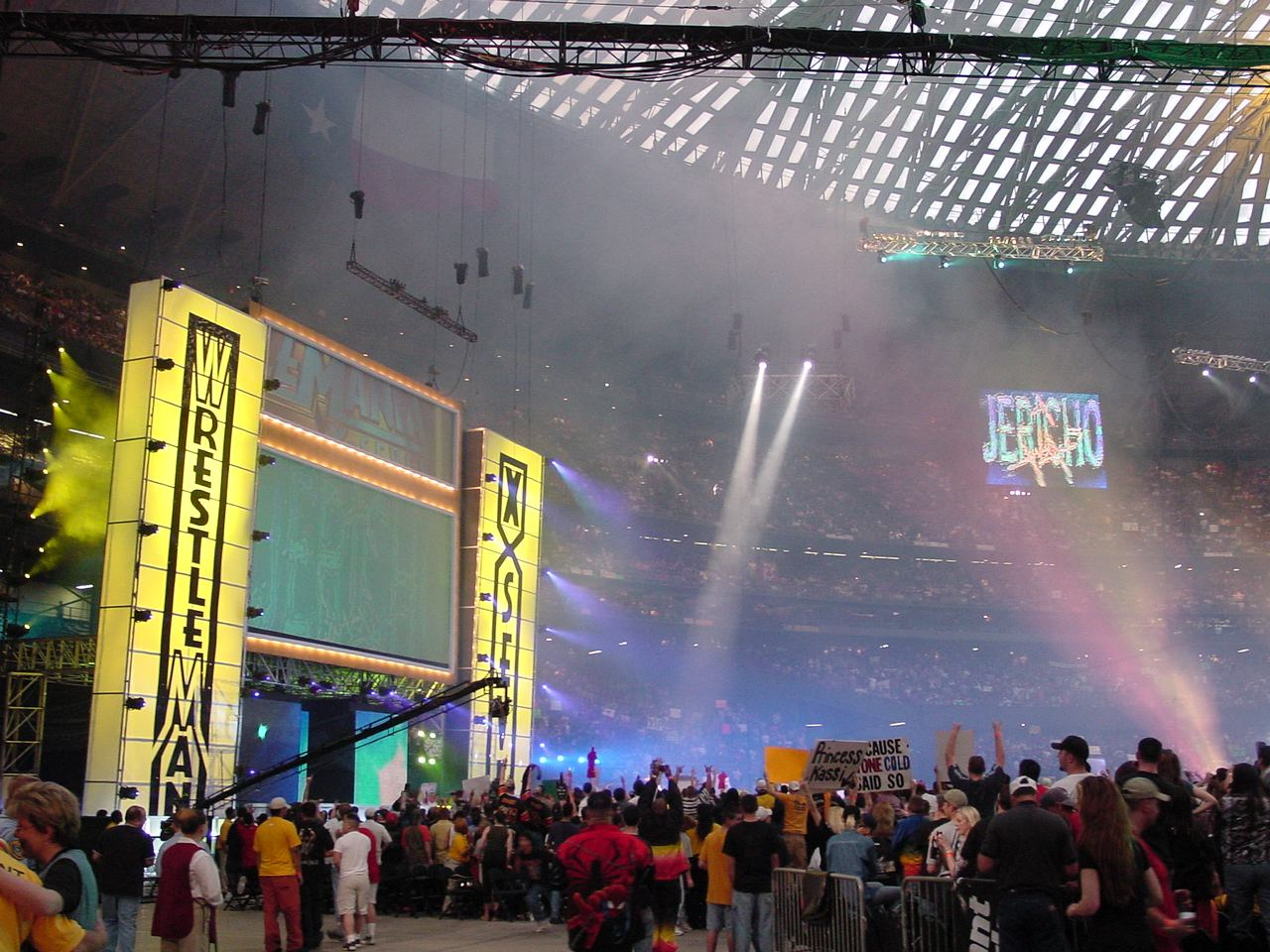
La escenografía de WrestleMania X-Seven.

- Kurt Angle derrotó a Chris Benoit (14:02)
  - Kurt Angle cubrió a Chris Benoit con un "Roll-Up" agarrándose de los pantalones de Benoit.
  - Después de la lucha, Benoit atacó a Angle tras bambalinas.
- Chyna derrotó a Ivory ganando el Campeonato Femenino de la WWF (2:39)
  - Chyna cubrió a Ivory después de un "Gorilla Press Slam".
  - Right to Censor tenía prohibido el acceso a ringside.

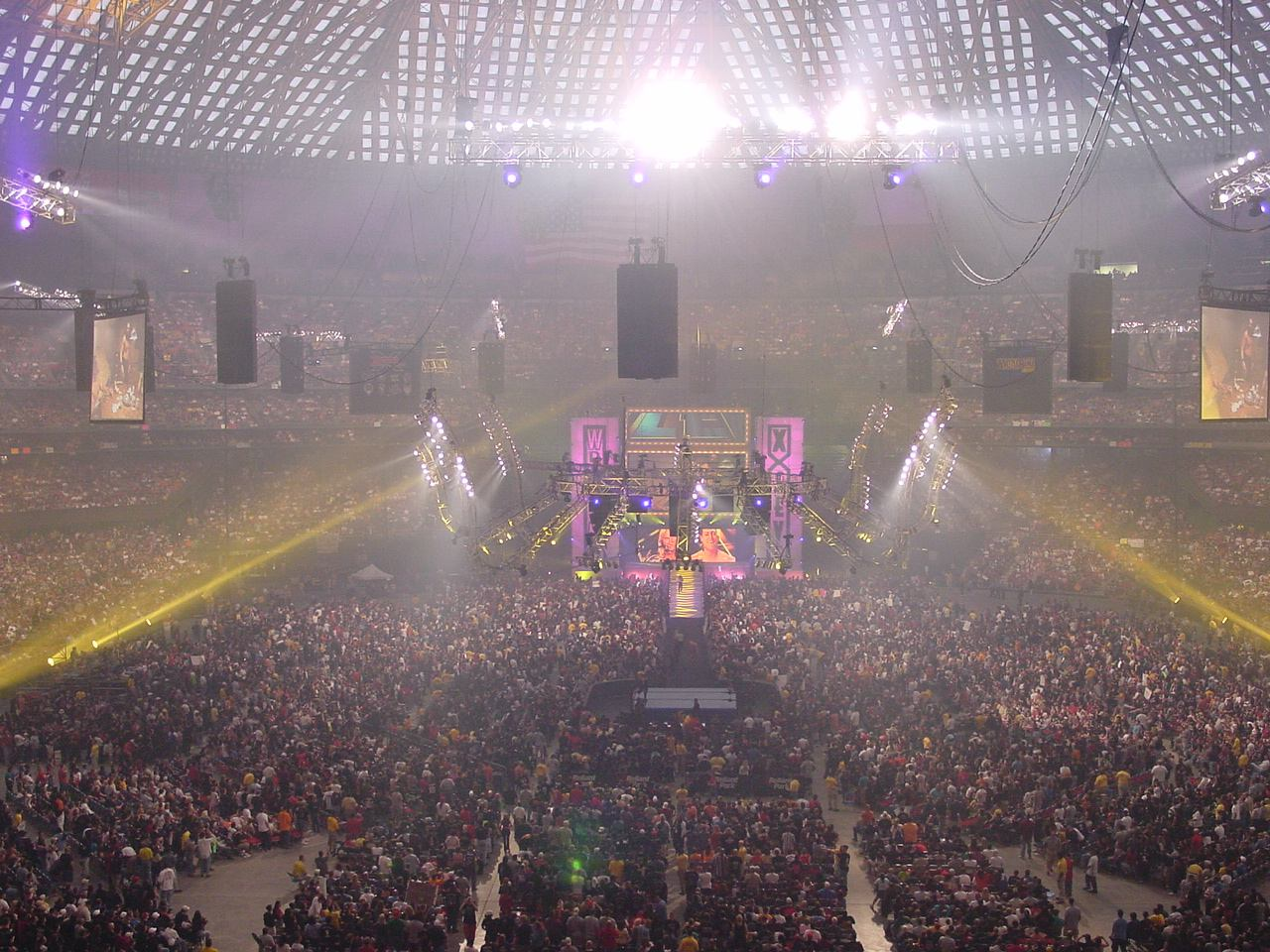
El escenario de WrestleMania X-Seven con un récord de 67,925 personas.

- Edge & Christian derrotaron a The Hardy Boyz (Matt & Jeff) y The Dudley Boyz (Bubba Ray & D-Von) (c) en un TLC Match ganando los Campeonatos en Parejas de la WWF (15:49)
  - Christian ganó después de descolgar el campeonato de lo alto del estadio con la ayuda de Rhyno.
  - Durante la lucha, Lita interfirio a favor de The Hardy Boyz, Mientras que Spike Dudley interfirio a favor de The Dudley Boyz y Rhyno interfirio a favor de Edge & Christian.
- Shane McMahon derrotó a Vince McMahon (con Mick Foley como árbitro especial) en un Street Fight Match (14:42)
  - Shane cubrió a Vince después de un "Coast-To-Coast".
  - Durante la lucha; Trish Stratus, Linda McMahon y Foley interfirieron a favor de Shane y Stephanie McMahon, a favor de Vince.
  - Durante la lucha, Linda McMahon atacó a Vince con un "Low Blow".
- The Iron Sheik ganó una Legend Battle Royal (3:50)
  - Shiek eliminó finalmente a Hillbilly Jim, ganando la lucha.
  - Los otros participantes fueron Bushwhacker Luke, Bushwhacker Butch, Duke Droese, Doink the Clown, Nikolai Volkoff, Tugboat, Sgt. Slaughter, Earthquake, Gobbledy Gooker, Brother Love, Michael Hayes, One Man Gang, Kamala, Jim Cornette, Repo Man y The Goon
  - Después de la lucha Sgt. Slaughter aplicó una "Cobra Clutch" a The Iron Sheik.
  - Se reveló tiempo después que la única razón por la que Iron Sheik ganó la batalla campal fue debido al deplorable estado en el que se encontraba no estaba en condiciones de ser lanzado por la tercera cuerda
- The Undertaker derrotó a Triple H (19:06)
  - Undertaker cubrió a Triple H después de un "Last Ride".
  - Undertaker aumentó su invicto en WrestleMania a 9-0
  - Motorhead tocó el tema de Triple H en directo.
- Stone Cold Steve Austin derrotó a The Rock en un No Disqualification Match ganando el Campeonato de la WWF (29:16)
  - Austin cubrió a Rock después de 16 silletazos.
  - Durante la lucha Vince McMahon acudió a ayudar a Austin.
  - Después de la lucha, Austin golpeó a The Rock con el campeonato y celebró con McMahon cambiando a heel.
  - Originalmente la lucha era un Singles Match, pero Howard Finkel anuncio el cambio de estipulación durante la presentación de la lucha.

## Otros roles

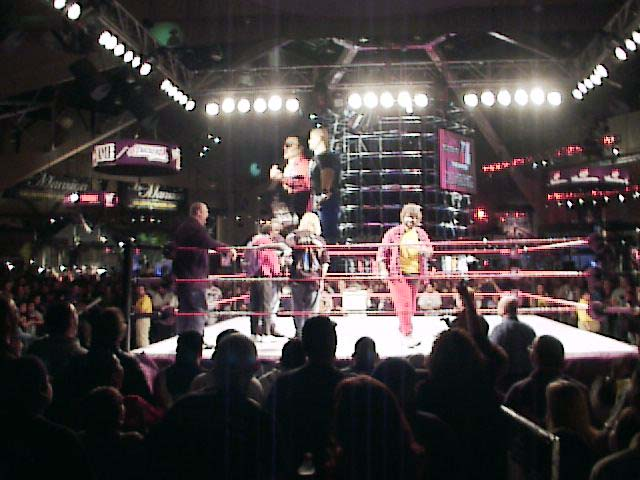
Mick Foley junto a los Dudley Boys en WrestleMania X-Seven Fan Axxess.

| Comentaristas en inglés - Bobby Heenan - Legend Battle Royal - Paul Heyman - Gene Okerlund - Legend Battle Royal - Jim Ross Comentaristas en español - Carlos Cabrera - Hugo Savinovich Entrevistadores - Jonathan Coachman - Michael Cole - Kevin Kelly | Anunciadores - Howard Finkel Árbitros - Earl Hebner - Tim White - Mike Chioda - Jack Doan - Jim Korderas - Theodore Long - Chad Patton - Mike Sparks |